# Hemolimfa
Hemolimfa – płyn ustrojowy bezkręgowców posiadających otwarty układ krwionośny: stawonogi (owady, pajęczaki, skorupiaki), żachwy, mięczaki. Pełni funkcje krwi i limfy. W jej skład wchodzą hemocyty – komórki pełzakowate, które mają zdolność fagocytozy. W jej osoczu może być rozpuszczony barwnik oddechowy: hemocyjanina, chlorokruoryna lub hemoerytryna oraz białka (i polipeptydy) odpornościowe takie jak: cekropiny, attacyny, defensyny.